# Италия на зимних Олимпийских играх 1994
Италия была представлена на зимних Олимпийских играх 1994 года 104 спортсменами (78 мужчин, 26 женщин), выступившими в состязаниях по 11 видам спорта. Итальянская сборная завоевала 20 медалей (7 золотых, 5 серебряных, 8 бронзовых), что вывело её на 4 место в неофициальном командном зачёте.

## Медалисты
| Медаль  | Спортсмен                                                           | Вид спорта        | Дисциплина                                          |
| ------- | ------------------------------------------------------------------- | ----------------- | --------------------------------------------------- |
| Золото  | Маурилио Де Зольт Марко Альбарелло Джорджо Ванцетта Сильвио Фаунер  | Лыжные гонки      | Мужчины, эстафета 4 x 10 км                         |
| Золото  | Мануэла Ди Чента                                                    | Лыжные гонки      | Женщины, 15 км свободным стилем                     |
| Золото  | Мануэла Ди Чента                                                    | Лыжные гонки      | Женщины, 30 км классическим стилем                  |
| Золото  | Маурицио Карнино Орацио Фагоне Хуго Херрнхоф Мирко Вюйермен         | Шорт-трек         | Мужчины, эстафета 5 000 (4 x 1250) м                |
| Золото  | Дебора Компаньони                                                   | Горнолыжный спорт | Женщины, гигантский слалом                          |
| Золото  | Курт Бруггер Вильфрид Хубер                                         | Санный спорт      | Мужчины, двойки                                     |
| Золото  | Герда Вайссенштайнер                                                | Санный спорт      | Женщины, одиночки                                   |
| Серебро | Мануэла Ди Чента                                                    | Лыжные гонки      | Женщины, 5 км классическим стилем                   |
| Серебро | Мануэла Ди Чента                                                    | Лыжные гонки      | Женщины, 10км свободным стилем, гонка преследования |
| Серебро | Мирко Вюйермен                                                      | Шорт-трек         | Мужчины, эстафета 500 м                             |
| Серебро | Хансйорг Рафль Норберт Хубер                                        | Санный спорт      | Мужчины, двойки                                     |
| Серебро | Альберто Томба                                                      | Горнолыжный спорт | Мужчины, слалом                                     |
| Бронза  | Марко Альбарелло                                                    | Лыжные гонки      | Мужчины, 10 км классическим стилем                  |
| Бронза  | Сильвио Фаунер                                                      | Лыжные гонки      | Мужчины, 15км свободным стилем, гонка преследования |
| Бронза  | Стефания Бельмондо                                                  | Лыжные гонки      | Женщины, 10км свободным стилем, гонка преследования |
| Бронза  | Мануэла Ди Чента Стефания Бельмондо Биче Ванцетта Габриэлла Паруцци | Лыжные гонки      | Женщины, эстафета 4 x 5 км                          |
| Бронза  | Изольде Костнер                                                     | Горнолыжный спорт | Женщины, скоростной спуск                           |
| Бронза  | Изольде Костнер                                                     | Горнолыжный спорт | Женщины, супергигант                                |
| Бронза  | Гюнтер Хубер Стефано Тиччи                                          | Бобслей           | Мужчины, двойки                                     |
| Бронза  | Армин Цоггелер                                                      | Санный спорт      | Мужчины, одиночки                                   |